# Gefechtssimulationszentrum Heer
Das Gefechtssimulationszentrum Heer (GefSimZH) in Wildflecken ist eine Ausbildungseinrichtung, die übenden Verbänden Simulationsmodelle zur Durchführung von Gefechtsübungen bereitstellt und sie bei deren Planung und Durchführung unterstützt. Das Zentrum ist eines der Zentren des Heeres und untersteht dem Ausbildungskommando. Das Zentrum wird von einem Oberst geführt.

## Auftrag
Das Zentrum entwickelt die vorhandenen Simulationen weiter und sammelt die daraus gewonnenen Erkenntnisse zur Weiterentwicklung von Taktik, Truppengattungen und deren Ausstattung und Führungs- und Einsatzgrundsätzen. Die übenden Verbände können auch Truppen ausländischer Streitkräfte sein. Dies waren bisher u. a. die Deutsch-Französische Brigade, das 1. Deutsch-Niederländische Korps, die 1. Belgische Division und das Eurokorps.

## Geschichte
Das Heer unterhielt bis 1997 vierzehn dezentrale GUPPIS-Systeme („Gefechtssimulationssystem zur Unterstützung von Planung-/Stabsübungen und Planuntersuchungen in Stäben und Großverbänden“). Ab dem Jahr 1997 wurden diese Module im Übungszentrum Gefechtssimulation in Wildflecken zusammengefasst. Am 9. April 1998 wurde das GUPPIS-Zentrum in Dienst gestellt. Es war vorgesehen, die Funktionalität bis Mitte 2000 zu erproben. Aufgrund der erfolgreichen Unterstützung mehrerer Großübungen entschied der Inspekteur Heer bereits im März 1999, die Erprobung zu beenden und in den Regelbetrieb überzugehen. Seit 1999 beteiligte sich das niederländische Heer am Zentrum. Seit 2001 lautet die Bezeichnung Gefechtssimulationszentrum des Heeres. Im Jahr 2003 wurde das SIRA-Simulationsmodell integriert. Damit sind vier Simulationsmodelle verfügbar: KORA OA (Korpsrahmen Simulationsmodell zur Offizierausbildung), SimoF (Simulationsmodell für Übungen operativer Führung), SIRA und VBS3 (Virtual Battle Space - 3D-Simulation zur taktischen Ausbildung von Zug bis Kompanieebene). Letzteres wird seit 2020 zur Ausbildung von Panzergrenadierkompanien verwendet in Hinblick auf die Ausbildung am Waffensystem PUMA.
Im Jahr 2007 wurde das Zentrum in eine neue STAN überführt und erhielt die neue Bezeichnung Gefechtssimulationszentrum Heer.

## Wappen

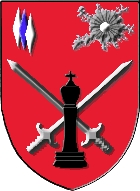
Internes Verbandsabzeichen

Das Wappen (internes Verbandsabzeichen) zeigt auf rotem Grund zwei gekreuzte Schwerter, was auf die Unterstellung unter das Heeresamt hinweist. Das Wappen zeigt außerdem eine Schachfigur und weist damit eine Verknüpfung zur Taktikschulung auf. Links oben befinden sich aufgrund des Heimatbundeslandes die bayrischen Rauten. Die Rhöndistel auf dem Wappen bezeugt außerdem die Zugehörigkeit zur Region.

## Kommandeure
- Oberst i. G. Hubert Bold vom 9. April 1998 bis 28. Juni 2002
- Oberst Peter Schütz: bis 2011
- Oberst Fredi Müller †: von 2011 bis Juli 2014
- Oberst Jürgen Steinberger: ab Juli 2014
- Oberst Ralph Broszinski: ab September 2022
- Oberst Christian Gnerlich